# Sevedsängagölen
Sevedsängagölen är en sjö i Växjö kommun i Småland och ingår i Mörrumsåns huvudavrinningsområde.